# 德保 (清朝)
德保（穆麟德轉寫：deboo，1719年—1789年），字仲容、潤亭、怀玉、庞村，號定圃，别号仲容，索綽絡氏，内务府满洲正白旗人，籍吉林长白县。中國清朝官员，进士出身。

## 生平
德保17岁时為乾隆元年（1736）丙辰顺天乡试举人，19岁时中乾隆二年（1737年）丁巳恩科三甲進士（时隶内务府正白旗包衣哈豊阿管领下，据《钦定八旗通志：进士》；与堂兄观保乡试、进士均同年；正白旗包衣管领哈豊阿与内务府正黄旗汉军进士德生 (乾隆进士)系姻戚），改庶吉士，散館授翰林院檢討。乾隆九年（1744年）任日講起居注官，次年值南書房。乾隆十一年（1746年）升侍講，次年提督山西學政，升侍讀。乾隆十五年（1750年）提督山東學政，升侍講學士。乾隆十七年（1752年）任工部侍郎。乾隆二十六年（1761年）授正黄旗汉军副都统、吏部侍郎，充經筵講官。乾隆三十四年（1769年）升翰林院掌院學士，调镶红旗满洲副都统，同年出任廣東巡撫。三十六年（1771年）署兩廣總督。四十年，任正黄旗汉军都统。四十一年（1776年）代理福建巡撫、漕運總督，次年兼署江南河道總督。四十三年（1778年）署閩浙總督，四十三年至五十四年（1778-1789）连任十一年禮部尚書（继任常青）；同年任镶白旗汉军、镶黄旗汉军都统（载《钦定八旗通志》卷328）。四十四年，兼署吏部尚书、翰林院掌院学士。四十五年，兼任督察院左都御史。四十六年，兼太常寺卿，尚书房（上书房）总师傅。四十七年，署兵部尚书。乾隆十三年至五十二年（1748-1787），长期兼任总管内务府大臣。乾隆十二年，任山东乡试主考官（同考官有进士画家郑板桥）；五主礼部顺天乡试；乾隆二十八年癸未、三十四年已丑、四十五年庚子、四十六年辛丑、四十九年（1784）甲辰五典會試（载法式善《槐廳載筆》，1799）。卒，謚文莊，嘉庆四年御制《礼部尚书德保碑文》（乾隆五十四年进士汪滋畹恭撰）。内务府正黄旗汉军进士百龄作诗《哭大宗伯德定圃先生》。
善詩文，亦頗通音律。纂有詩集《定圃詩抄》、《樂賢堂詩抄》十三卷（其子英和辑三卷，乾隆59年刻本）、《督运草》一卷，奉敕参与修纂《音韵述微》、《钦定礼部则例》、四库全书本《欽定詩經樂譜全書》（质郡王永瑢、礼部尚书德保、礼部侍郎鄒奕孝等主修）。任《四库全书》总阅官，纂辦《日下舊聞考》，任《钦定日下旧闻考》编撰总裁。与进士书法家刘墉相唱和（载劉墉《劉文清公遺集》，德保之子英和跋）。楷书《佛说如来智印经》册（台北故宫博物院藏）。
子协办大学士英和。自德保一代起，家族四代皆以词林起家，为八旗士族之冠，“为满洲科第第一人家，成亲王（永瑆）为书一匾曰：‘祖孙父子兄弟翰林’”（载继昌《行素齋雜記》）。学生有姻戚、内务府正黄旗蒙古诗人法式善。
家族迁居北京后，居住在东安门内。

## 家庭
- 太高祖黑勒（大约1590年代-?），年幼时父母亡故，由姑父、睿忠亲王多尔衮长史巴拜养大。
- 高祖布舒庫（1627-1662），從龍入京，原任內務府六品司庫。高祖母張氏（父張允中，山西延安府膚施縣貢生），善满语，有满洲古风，顺治二年（1654年）由豫亲王多铎或者英亲王阿济格做媒迎娶。据《八旗滿洲氏族通譜》卷45，索绰络氏，“正白旗包衣布舒庫，索綽絡地方人，原任司庫，……来歸年分無考”。
- 曾祖都圖（1654-1713；因其身健如石，康熙帝賜姓石氏），内务府六库郎中兼佐领（曾任内务府正白旗包衣第四㕘领第一旗鼓佐领，系国初编立，载《钦定八旗通志》），署總管內務府大臣。曾祖母康氏（父内务府正白旗汉军烏什泰（又呉什泰），內務府會計司郎中、欽命杭州織造；据《八旗滿洲氏族通譜》卷77，康氏始祖“呉什泰，正白旗包衣管領下人，世居瀋陽地方，來歸年分無考，原任郎中”）。其：
  - 胞兄依圖。其子吉蘭泰，孙女一索綽絡氏嫁内务府正白旗满洲、乾隆丙辰進士阿顏覺羅氏雙頂，孙女二索綽絡氏嫁覺羅亨泰（父工部郎中觉罗丹岱，祖父三等侍衛、都統觉罗德爾錦，曾祖騎都尉觉罗國幹，先祖索长阿）。
- 祖父石錡（1673-1718），太学生。祖母齊氏（父內務府太學生登科，胞兄户部员外郎塞尔泰）。其：
  - 胞弟石璘（又阿哈占，1681-1717）。妻丁氏（父内务府正黄旗汉军、总管内务府大臣丁皂保；母高佳氏（胞兄镶黄旗满洲、文淵閣大學士文定公高斌，胞侄文华殿大学士文端公高晉；胞侄女高佳氏封乾隆帝之慧贤皇贵妃；胞侄女高佳氏，系正蓝旗汉军、道光三十年庚戌（1850）进士吉惠之高祖母，光緒二年丙子（1876）恩科進士胡俊章之太高祖母））。子薩漢泰。孙女索綽絡氏，嫁鑲白旗滿洲、江蘇按察使佟佳氏遇昌。
  - 胞姊索綽絡氏，嫁内务府镶黄旗汉军孫應祥（父孙德格；据《八旗滿洲氏族通譜》卷76，孙氏始祖“孫榮徳，鑲黄旗包衣管領下人，世居鐵嶺地方，來歸年分無考。其子……孫徳格、孫國泰俱原任司庫”）。
- 父明惪（又明德，字显庵，1697-1775），誥封光祿大夫，著《显菴诗钞》。母卓佳氏（父内务府正白旗满洲、昭西陵茶上人四格）。其：
  - 胞兄石永寧（号東村，1693-1751），隐士诗人，隐居盘山，著有《東村詩鈔》、《白山氓铸陶》（乾隆刻本），与正黄旗汉军隐士诗人李锴友善；据《钦定盘山志》，永寧，“长白山人，家素贵显，……读书奉母孝，母没，移居田盘作山居，诗以见志，与李锴为世外交”，桐城方苞爲作《二山人傳》。妻赵氏（父雅圖）。其：
    - 长子朱抱光，擅琴（载李锴《睫巢集》卷3）。
    - 子觀保（字伯荣，1712-1776），乾隆元年（1736）丙辰顺天乡试举人，乾隆二年丁巳恩科二甲进士，与堂弟德保乡试、进士均同年，官至禮部尚書，有《补亭先生遗稿》（法式善辑录）。
    - 子觀德（字近亭，1725-1784），勇武多力，十五善射虎枪，任善扑营蓝翎侍卫兼鹰上头目。妻侯氏（父镶黄旗汉军實祿），賈氏（父正白旗满洲、圆明园护军参领巴蘭泰），王氏（父镶黄旗满洲、归化城驻防五品防御哈豐阿）。孙儿嘉庆庚午科举人、江西粮道觀瑞（字竹楼），妻牛氏（父順天府大興籍牛繼祖，嫡堂兄嘉慶己未科二甲進士牛坤（岳父山西洪洞籍兵部侍郎劉秉恬，岳母馮思慧著《繡餘吟》六卷，岳外祖母胡慎容著《紅鶴山莊詩鈔》二卷）；曾孙女索綽絡氏，嫁內務府正白旗漢軍李慶會(族亲光绪三年（1877年）丁丑科进士继昌；胞姊李氏，嫁内务府正白旗汉军、内务府庆丰司员外郎兼镶黄旗公中佐领尚纯嘏；纯嘏之孙女尚氏，系正蓝旗汉军、光緒二年丙子恩科进士胡俊章儿媳）。孙儿英誠，武備院卿、長蘆鹽政。孙女索綽絡氏，嫁花永開（父花長鼎）。德保为堂弟觀德作纪念诗《宿盘山史各庄挂月山房忆近亭亡弟》。石永寧的好友、宫廷画家冷枚目睹八岁觀德能举百斤之石，“观其体干雄特，眉目爽朗，岂非虎豹之生已具食牛之气欤？”，于1732年特作《虎子图》卷（题识者先后有简亲王德沛、慎郡王胤禧、平郡王福彭、淳親王弘暻、大学士高斌、翰林钱陈群、诗人李锴、成亲王永瑆等）。

  - 胞兄富寧（字志瀛，号東溪，1692-1727），雍正二年（1724）甲辰科举人（时隶内务府正白旗包衣长春管领下），隐士诗人，著《东溪先生诗》，在都城东郊有别墅，与方觀承相唱和（载杨钟羲《雪橋詩話續集》卷4）。妻吴氏（原姓烏蘇氏，父正蓝旗满洲、怡贤亲王胤祥王府一等护卫兼佐领金保，为第一任正蓝旗包衣第四参领第二佐领（此佐领系雍正元年（1723）分封怡贤亲王胤祥时设立），后调任家族世管的正蓝旗满洲第五㕘領第十一佐領，据《钦定八旗通志》；胞姊烏蘇氏，側福晉嫁怡賢親王胤祥）。女一索綽絡氏，嫁镶黄旗满洲高氏；女二索綽絡氏，原配嫁内务府镶黄旗笔帖式傅亮；女三索綽絡氏，嫁内务府正黄旗、武备院笔帖式伊成額（父常倫）。
  - 胞兄明夔（字允諧）。原配妻方氏（父内务府镶黄旗汉军、管领方國詳（又方國相）；据《八旗滿洲氏族通譜》卷78，方氏始祖“方義文，鑲黄旗包衣管領下人，世居瀋陽地方，來歸年分無考。其孙……方國相原任内副管領”），继妻楊氏。
  - 胞兄昭珠（字廉浦，1710-1775），圆明园六品苑丞兼理工程处事务。原配妻張氏，继妻趙氏。子博禮，孙女索綽絡氏嫁镶蓝旗汉军尚維勷（父佐领尚玉德，祖父領侍衞內大臣尚崇廙，曾祖尚之隆；胞兄乾隆三十年乙酉科武举人尚維寶，系光緒十八年（1892年）壬辰科进士尚其亨之高祖）。女索綽絡氏，继配嫁内务府镶黄旗笔帖式傅亮。
  - 胞姊索綽絡氏，嫁怡亲王府侍从額爾登額。
  - 胞姊索綽絡氏，嫁内务府镶黄旗、武英殿副总管石保。
- 胞弟德元（字長喜，1734-1813），乾隆十八年癸酉顺天乡试科舉人（时隶内务府正白旗包衣喜元（又禧缘）管领下），咸安宫、景山官学总管。妻金氏（父内务府员外郎金福禧）。
  - 子英柱，娶李氏（胞兄内务府正白旗汉军、乾隆己亥舉人、内务府正白旗護軍統領長闈，父内务府正黃旗護軍統領李延强，属总管内务府大臣李延禧 (清朝)、道光九年（1829年）己丑科进士舒貴家族；胞姊李氏嫁内务府镶黄旗汉军冯氏五福，其祖父文渊阁大学士文肅公英廉，子嘉慶四年（1799年）己未科进士象會；胞姊李氏，继配嫁内务府正黄旗蒙古诗人、乾隆四十五年（1780年）庚子恩科进士法式善）。
  - 子英貴，娶他塔喇氏（父内务府镶黄旗满洲福德，胞叔乾隆戊午舉人、河南河陝汝道福安，堂兄乾隆壬辰科進士圖敏）。
  - 女索綽絡氏，嫁镶黄旗汉军、吏部尚书兼两江总督郝玉麟之孙郝寧安（其胞兄山东济南通判郝榮安之女郝氏，系正蓝旗汉军、道光三十年庚戌（1850）进士胡氏吉惠 (道光进士)之继母、光绪丙子恩科进士胡俊章之继祖母）；郝榮安曾为英和的《恩福堂詩鈔》作诗题。
  - 女索綽絡氏，嫁正蓝旗滿洲第三㕘领第十七佐领覺羅麟志（又覺羅麟至，父乾隆壬戌科進士文勤公覺羅奉寬）。
- 胞弟德风（字巺斋，1729-1786），乾隆十五年顺天乡试举人（时隶内务府正白旗包衣禧缘管领下），乾隆十七年（1752）壬申恩科三甲进士，仕至内阁学士兼礼部侍郎；妻正白旗满洲、兵部郎中吉拉敏之女佟佳氏。
  - 养子英誠（生父观德，祖父石永寧）。
  - 女索綽羅氏，嫁內務府鑲黃旗滿洲、河南布政使完顏岱（儿媳诗人惲珠，著有《紅香館詩草》）。
  - 女索綽羅氏，嫁正黃旗滿洲、廣西按察使伊爾根覺羅氏薩騰安（父两江总督萨载）。
- 胞弟德隆，乾隆十七年（1752）顺天乡试举人（时隶内务府正白旗包衣禧缘佐领下）。妻富察氏（父時中）。
  - 子英林，英善。
  - 女索綽絡氏，嫁镶黄旗满洲鈕祜祿氏福綸（胞妹鈕祜祿氏封乾隆帝之順貴人，父云贵与湖广总督愛必達，祖父一等公尹德，祖姑母鈕祜祿氏封康熙帝之孝昭仁皇后）。
  - 女索綽絡氏，嫁鑲黃旗漢軍李毓靈？（胞兄湖北、江西巡撫毓岱，胞兄二等昭信伯、杭州將軍毓秀，父多任尚書与總督李侍堯）。
  - 女索綽絡氏，嫁鑲白旗滿洲顏扎氏彥吉（父禮部左侍郎、鑲紅旗漢軍都統申保；胞兄克昇額，其孙女顏札氏嫁正蓝旗满洲覺羅懷英（父安徽宁国府知府覺羅長慶，胞叔乾隆四十年（1775年）乙未科进士文敏公覺羅長麟））。
- 胞姊索綽絡氏，嫁姜文德。
- 妻富察氏（胞兄内务府正白旗滿洲、乾隆壬戌科進士良卿，父咸安宮官學教習瑪善；同族富察氏为德保取士法式善之正妻），經氏。
- 子英和（母經氏），乾隆五十八年（1793年）癸丑科二甲進士，官至軍機大臣，協辦大學士。
  - 孙嘉慶十九年（1814）甲戌科進士奎照。妻佟佳氏（父内务府镶黄旗满洲、內務府員外郎兼佐領昌儀；祖父浙江巡撫伊齡阿，善繪畫；胞姊佟佳氏嫁正白旗滿洲、嘉慶己巳恩科進士拜都氏鍾昌；姑母佟佳氏嫁正藍旗漢軍、湖南巡撫李巴哈布（父江南河道總督李宏；胞姊李氏嫁镶黄旗汉军吏部尚书郝玉麟之孙郝敏安））。
    - 曾孙道光十五年（1835年）進士錫祉[1]。

  - 孙嘉慶十六年(1811)辛未科進士奎耀。妻高佳氏（父镶黄旗满洲、陝甘總督高杞，祖父总管内务府大臣高恒，曾祖文定公高斌；母鈕祜祿氏；姨母鈕祜祿氏封乾隆帝之順貴人）。其子锡章，道光十五年（1835）乙未恩科顺天乡试举人（与高佳氏姻戚、正蓝旗汉军吉惠的胞兄吉谦顺天乡试同榜）；妻佟佳氏。
  - 孙女索綽絡氏，继配嫁内务府正黄旗蒙古、嘉庆辛未科進士伍堯氏桂馨（父诗人法式善）；原配妻章佳氏（父正白旗满洲、乾隆五十四年（1789年）己酉科进士、三等子那彥成）。
- 女索綽絡氏（母富察氏），封乾隆帝之瑞貴人。
- 女索綽絡氏（母經氏），嫁鑲藍旗鎮國將軍、散秩大臣伊鏗額，钦命总理回疆八城事务（胞兄鄭恭親王積哈納，娶正红旗满洲、乾隆四年己未科繙譯進士文敬公伊爾根覺羅氏三宝之女；父簡恪親王豐訥亨，祖父簡勤親王奇通阿；胞姊愛新覺羅氏嫁镶黄旗汉军、杭州將軍李毓秀，其父武英殿大學士恭毅公李侍堯）。其子道光六年(1826)丙戌科進士宗室德誠（庶母生母吴氏）；妻鈕祜祿氏（父鑲黃旗滿洲、工部礼部尚书成齡，先祖世管佐领、輕車都尉車爾格；姑母鈕祜祿氏嫁內大臣、江寧將軍、一等承恩公烏雅氏西銘）。子宗室德隆布（庶母吴氏），嘉庆二十三年戊寅科举人；妻汪佳氏（父内务府正白旗汉军、总管内务府大臣巴寧阿，姑母汪氏封乾隆帝之惇妃）。